# Joe Viterelli
Joseph Viterelli (The Bronx, 10 maart 1937 – Las Vegas, 28 januari 2004) was een Italiaans-Amerikaanse acteur.
Viterelli, oorspronkelijk een zakenman, debuteerde in de filmwereld toen hij over de 50 was. Zo speelde hij Jelly in Analyze This en Analyze That en was hij te zien in Mickey Blue Eyes, Eraser en Shallow Hal.
Tot zijn dood was hij getrouwd met Catherine Brennan, met wie hij 5 kinderen had.
Viterelli stierf op 66-jarige leeftijd in het Valley Hospital in Las Vegas aan een maagbloeding, vlak na een hartoperatie.

## Filmografie
- State of Grace (1990) – Borelli
- Mobsters (1991) – Joe Profaci
- What She Doesn't Know (Televisiefilm, 1992) – Fat Tommy Carducci
- Ruby (1992) – Joseph Valachi
- In the Shadow of a Killer (Televisiefilm, 1992) – Gino Marchese
- The Firm (1993) – Joey Morolto (Niet op aftiteling)
- Fallen Angels Televisieserie – Ugolino (Afl., The Frightening Frammis, 1993)
- Bullets Over Broadway (1994) – Nick Valenti
- The Commish Televisieserie – Victor Kasabian (Afl., Against the Wind: Part 2, 1994)
- The Crossing Guard (1995) – Joe
- Black Rose of Harlem (1996) – Costanza
- Heaven's Prisoners (1996) – Didi Giancano
- Eraser (1996) – Tony Two-Toes
- American Strays (1996) – Gene
- Out to Sea (1997) – Mickey (Niet op aftiteling)
- Looking for Lola (1998) – Salvatore Greco
- Jane Austen's Mafia! (1998) – Dominick Clamato
- A Walk in the Park (1999) – Mr. Costello
- Analyze This (1999) – Jelly
- Mickey Blue Eyes (1999) – Vinnie D'Agostino
- Hitman's Run (1999) – Jimmy/Howard Sussman (Niet op aftiteling)
- The Strip Televisieserie – Cameron Greene (Afl. onbekend, 1999-2000)
- The Cure for Boredom (2000) – Fat Tony Ragoni
- Façade (2000) – Max
- Wannabes (2000) – Santo
- Donzi: The Legend (2001) – Jack Kramer
- See Spot Run (2001) – Gino
- Face to Face (2001) – Charlie
- Shallow Hal (2001) – Steve Shanahan
- Serving Sara (2002) – Fat Charlie
- Analyze That (2002) – Jelly

- International Standard Name Identifier: 0000 0000 8040 2165
- Library of Congress Control Number: no2001101833
- Système universitaire de documentation: 242901956
- Virtual International Authority File: 75976324
- WorldCat: E39PCjr7br7RTRD3WqxbxDP38K